# Manifestació «Volem acollir»
La Manifestació «Volem acollir» va ser una manifestació celebrada el 18 de febrer de 2017 a Barcelona. Segons la Guàrdia Urbana va aplegar 160.000 persones i segons els organitzadors unes 500.000. Fou convocada per l'entitat Casa nostra, casa vostra per demanar a les administracions i institucions un paper més actiu a favor de l'acollida de refugiats a Europa. Els convocants pretenien que fos la protesta més multitudinària a Europa a favor de l'acollida dels refugiats i ho van aconseguir. El mateix dia de la manifestació, el manifest Casa nostra, casa vostra sumava adhesions de 70.000 persones i 900 entitats.

## Prèvia
Dies abans de la manifestació, es va celebrar un concert al Palau Sant Jordi de Barcelona amb més de 50 artistes i l'assistència de 15.000 persones pel mateix motiu. Durant el concert Jordi Évole va criticar l'actuació del Govern, Lluís Llach li va respondre el dia després assegurant que s'havien explorat totes les vies d'acollida. Dies abans un centenar d'alcaldes de Catalunya van fer una crida a assistir a la manifestació.
El mateix dia un article publicat pel coordinador de l'entitat organitzadora, Ruben Wagensberg; el president d'Òmnium Cultural, Jordi Cuixart, i el fundador de Proactiva Open Arms, Òscar Camps, criticava que «A final de l'any 2016 l'estat espanyol només havia rebut 898 dels més de 17.000 refugiats que s'havia compromès a acollir», indicava que és responsabilitat de tothom, que tothom hi pot fer més, i animava a assistir a la manifestació perquè fos «un referent històric per nosaltres mateixos i per posar en marxa moviments similars per tot Europa».
El concert es pogué seguir en directe per TV3, Catalunya Ràdio, RAC1, Ràdio 4 i Cadena SER. Fou el programa líder del prime time a Catalunya, essent seguit per 379.000 espectadors i un 17,8% de share a TV3.

## Descripció

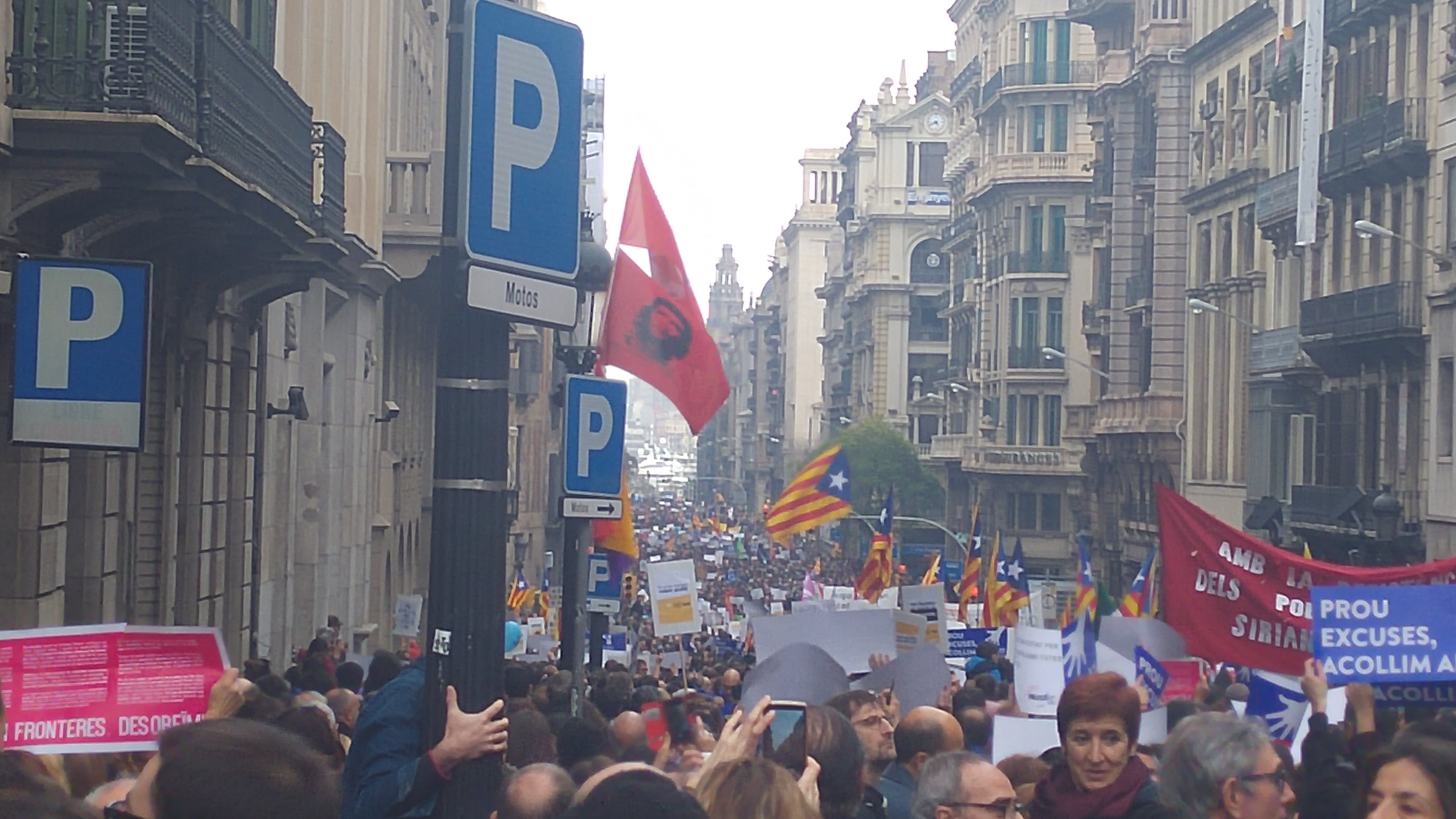
La manifestació del 18-F.

La manifestació va sortir a les quatre de la tarda de Plaça Urquinaona. El recorregut era passar per Via Laietana i el Parc de la Barceloneta fins a arribar al Passeig Marítim, però l'afluència de gent va provocar que quan la manifestació va arribar al final encara hi havia gent aturada a la plaça Urquinaona.
La mobilització tenia tres capçaleres. La primera, amb el lema «Prou excuses. Acollim ara!» aplegava, entre d'altres, persones refugiades, immigrants i voluntaris. La seguia la del lema «No més morts. Obrim fronteres!», amb les entitats que treballen ajudant als refugiats. La tercera era la de «Catalunya, terra d'acollida», amb entitats de la societat civil.
Hi van assistir la presidenta del Parlament, sis consellers del Govern, l'alcaldessa de Barcelona i nombrosos diputats del Congrés i del Parlament de Catalunya. Van donar suport a la iniciativa representants de totes les formacions catalanes menys del Partit Popular, així com entitats socials, sindicats, oenegés i l'arquebisbat de Barcelona. En finalitzar l'acte el president de la Generalitat va rebre els organitzadors en el Palau de la Generalitat.
En els parlaments finals s'han criticat les polítiques d'acollida dels estats i s'han demanat canvis. Ruben Wagensberg, portaveu de l'entitat convocant, va reclamar en l'acte de cloenda que els diners públics deixin de gastar-se en tanques i que la Unió Europea sancioni Espanya per l'incompliment dels compromisos d'acollida. També va reclamar un front comú d'administracions i entitats per replicar l'onada de feixisme a Europa. Des de l'escenari també es va escoltar la veu de la refugiada bosniana Dara Ljubojevic i la siriana Meere M. Zaroor. Al vespre la Fura dels Baus i Proactiva Open Arms van representar un rescat.
Després de la marxa el president de la Generalitat, Carles Puigdemont, va rebre els organitzadors, que Ruben Wagensberg i Lara Costafreda, que van proposar fer un pacte social contra el racisme i la xenofòbia. El mateix dia Puigdemont havia enviat una carta al comissari europeu d'Immigració, Interior i Ciutadania, Dimitris Avramópulos, per mostrar la disponibilitat de Catalunya per rebre refugiats i explicar que per aquest motiu diverses entitats es preparen per acollir fins a 4.500 refugiats. El mateix dia la vicepresidenta del govern espanyol, Soraya Sáenz de Santamaría, va criticar que Catalunya volgués prendre la iniciativa: «una comunitat autònoma vol ser la solució al problema, i no pot ser».
Hi va haver rèpliques de la concentració. Mallorca es va sumar a la campanya amb una marxa convocada pel Moviment Escolta i Guiatge de Mallorca on van participar milers de persones per anar de la plaça Major al passeig del Born, on es va llegir un manifest. Desenes de persones de l'Alta Ribagorça es van aplegar al davant de l'església romànica de Sant Climent de Taüll en suport de la campanya.